# Dayakan
Dayakan is een bestuurslaag in het regentschap Ponorogo van de provincie Oost-Java, Indonesië. Dayakan telt 3671 inwoners (volkstelling 2010).